# Estudios de economía política
Estudios de economía política es un libro que consiste en una recopilación de ensayos y artículos de Jesús Huerta de Soto escritos a lo largo de 15 años que aparecieron previamente por separado. El libro fue publicado en 1994 en Unión Editorial y lleva 2 ediciones (la última de 2009). Los temas son variados y abarcan un amplio espectro de las ciencias sociales pero siempre desde el enfoque metodológico de la escuela austriaca (praxeología y empresarialidad de los seres humanos). Estos trabajos forman parte de la base teórica del programa de pregrado y posgrado en economía política dictado por Huerta de Soto como catedrático. En 2002 fue publicada una continuación bajo el título Nuevos estudios de economía política.